# جووانی اسپوزیتو
جووانی اسپوزیتو (ایتالیایی: Giovanni Esposito؛ زادهٔ ۱۴ ژوئن ۱۹۷۰) بازیگر اهل ایتالیا است.
از فیلم‌هایی که وی در آن نقش داشته‌است، می‌توان به تقدیم به رم با عشق، مادربزرگ رو بذار توی فریزر و همه مردان بی‌کفایت اشاره کرد.